# Xenorhina gigantea
Xenorhina gigantea е вид жаба от семейство Тесноусти жаби (Microhylidae).

## Разпространение и местообитание
Видът е разпространен в Индонезия.
Обитава гористи местности и ливади в райони с тропически и субтропичен климат.